# Eriba-Marduk
Eriba-Marduk (akad. Erība-Marduk, tłum. „Bóg Marduk dał mi zastępcę”) – król Babilonii, wywodzący się z plemienia Bit-Jakini, które zamieszkiwało południową część kraju znaną pod nazwą Kraju Nadmorskiego; panował ok. 770 r. p.n.e. Był wybitnym przywódcą plemiennym, któremu udało się - wykorzystując słabość Asyrii po śmierci Adad-nirari III - przejąć kontrolę nad Babilonią i ogłosić się prawowitym królem Babilonu. Już jako władcy udało mu się powstrzymać najazdy plemion nomadów i przywrócić spokój i porządek w kraju. Wielu późniejszych królów babilońskich, m.in. Marduk-apla-iddina II, wywodziło swą linię genealogiczną właśnie od niego.